# Stéphane Rossi
Stéphane Rossi (Bastia, 23 maart 1964) is een Frans voormalig voetballer en voetbaltrainer. 

## Spelerscarrière
Rossi speelde in de jeugd van twee clubs uit Bastia op Corsica: SC Bastia en CA Bastia. Ook speelde hij in de jeugd van Toulon. Hoewel Toulon op het vasteland ligt, speelde hij zijn gehele profcarrière bij Corsicaanse clubs als CA Bastia, CABG Lucciana, Cervione en Cervione/Moriani.

## Trainerscarrière
Rossi begon zijn trainerscarrière bij Cervione en Cervione/Moriani en via het tweede team van Lucciana kwam hij daar bij het eerste team terecht. Sinds 2003 is hij echter de hoofdtrainer van CA Bastia. De club hobbelt tussen profvoetbal en amateurvoetbal. Rossi promoveerde met CA Bastia enkele keren naar de Championnat National (derde niveau), maar degradeerde ook vaak direct na één seizoen, zoals in 2015, toen weer werd gedegradeerd naar de CFA (amateurs). Hierdoor gaf hij zijn functie als hoofdtrainer na meer dan een decennium op en werd hij directeur van het spelersbeleid. Na het ontslag van Christian Bracconi in november 2015 werd hij weer hoofdtrainer tot het verdwijnen van de club in 2017. Vervolgens werd hij trainer van SC Bastia, dat net van de Ligue 1 was teruggezet naar de Championnat National 3. Rossi leidde de club in 2019 naar de Championnat National 2, maar op 23 oktober 2019 werd hij ondanks een tweede plaats in het klassement ontslagen. Daarna werd hij aangesteld door SO Cholet.